# Duarte Pacheco Pereira
Pour les articles homonymes, voir Pereira.
Duarte Pacheco Pereira (Lisbonne, 1460 - 1533) navigateur, guerrier et cosmographe portugais.

« E canta como lá se embarcaria

Em Belém o remédio deste dano,

Sem saber o que em si ao mar traria,

O grão Pacheco, Aquiles Lusitano.

O peso sentirão, quando entraria,

O curvo lenho e o férvido Oceano,

Quando mais n'água os troncos que gemerem

Contra sua natureza se meterem. »

Luis de Camões, Les Lusiades, chant X, 12

## Naissance
Fils de João Pacheco et Isabelle Pereira, il naquit en 1460 à Lisbonne, ou Santarem.

Le plus ancien de ses ancêtres connus Diogo Lopes Pacheco, seigneur de Ferreira de Alves fut un des assassins d'Inês de Castro, il s'enfuit en Espagne, en revint à l'époque du Maître d'Avis et récupéra tous ses biens, devenant un des conseillers du nouveau monarque Jean Ier.
En 1455, on retrouve Pacheco, lettré, qui reçoit une bourse d'études du roi. Chevalier de la maison du roi, D. João II (Jean II) (1481-1495), il est peu probable, contrairement à la tradition, qu'il soit allé en 1492 à São Jorge de Mina, sur la côte de Guinée, où Diogo de Azambuja dirigeait la construction de la forteresse[réf. nécessaire]. On sait seulement que, en 1488, Bartolomeu Dias, dans son voyage au Cap de Bonne-Espérance, le trouva gravement malade à l'Île du Prince et l'emmena au Portugal.
Géographe et cosmographe reconnu, en 1490, il vécut à Lisbonne de la pension du roi à laquelle son titre lui donnait droit. Le 7 juin 1494, il signa, en « qualité de contínuo (sorte de notaire ou de secrétaire général) de la maison du seigneur roi du Portugal », le Traité de Tordesillas.

## Nouveau monde
En 1498, il aurait été chargé d'une expédition secrète, organisée dans le but de reconnaître les zones situées au-delà de la ligne de démarcation de Tordesillas, expédition partant de l'archipel du Cap-Vert qui, selon certains[réf. nécessaire] aurait abouti, entre les mois de novembre et décembre de cette même année 1498, à la découverte de la côte du Brésil, quelque part entre le Maranhão et la Pará. Il aurait de là suivi la côte vers le nord, atteignant le delta de l'Amazone, et l'île de Marajó. 

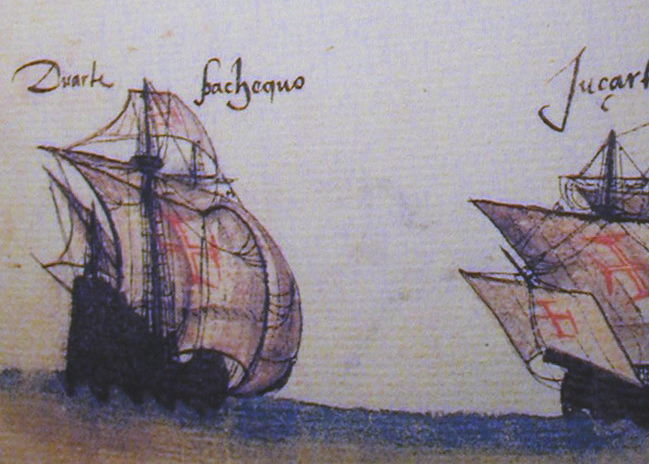
Flotte (Armada) de 1503, avec le bateau de Duarte Pacheco, et la croix caractéristique de l'Ordre du Christ

## Siège de Cochin
En 1503, il commandait la nef Espírito Santo, partant aux Indes, dans l'escadre d'Albuquerque. Il séjourne à Cochin avec 150 hommes et quelques Indiens pour garder la forteresse et soutient victorieusement le siège de la cité face au Samorim de Calicut qui disposait de 50 000 hommes. Après avoir exercé les charges de Capitaine général de la flotte de Calicut, ainsi que de Vice-roi et Gouverneur du Malabar, en Inde, il retourne à Lisbonne en 1505, où il est reçu triomphalement.
À Lisbonne, et partout, ses exploits sont connus et un rapport en est envoyé au Pape et à d'autres souverains de la chrétienté. C'est donc comme une sorte de héros international qu'il entreprend la rédaction du Esmeraldo de Situ Orbis, œuvre qu'il interrompt dans les premiers mois de 1508.

## Mondragon
Cette année-là il est chargé de donner la chasse au corsaire français Pierre de Mondragon, qui agissait entre les Açores et la côte portugaise et y attaquait les navires venant des Indes. Il le rencontra le 18 janvier 1509 au cap Finisterre, au large des côtes de la Galice, où il le battit et selon certaines sources, le captura (selon d'autres, le corsaire périt dans l'affrontement).
En 1511, il commandait la flotte envoyée au secours de Tanger qui était attaqué par l'armée du roi de Fez.
Il se marie l'année suivante avec D. Antónia de Albuquerque qui reçoit une dot de 120 000 reais, qui lui sera donnée par fractions jusqu'en 1515.

## São Jorge da Mina
En 1519, il est nommé capitaine et gouverneur de São Jorge da Mina où il reste jusqu'en 1522. Il revient au Portugal prisonnier, par ordre de D. Jean III sous l'accusation de contrebande d'or, mais on ignore encore aujourd'hui les motifs réels de cette décision.
Libéré, il reçoit 300 cruzados comme partie du payement de bijoux qu'il avait rapportés de São Jorge da Mina et qu'il avait confiés à la Maison des Mines pour être fondus.
Il mourut au début de 1533 et peu après le roi concède à son fils João Fernandes Pacheco, une pension de 20 000 reais. Comme les pensions royales étaient fréquemment payées avec du retard, la mère et le fils connurent des difficultés, ce qui les amena à recourir à un prêt.
La légende de Duarte Pacheco Pereira se développa après sa mort. Luis de Camões dans Les Lusiades l'appelle « Grand Pacheco Achille lusitanien ». Au XVIIe siècle, Jacinto Cordeiro lui consacra deux comédies très longues en espagnol et Vicente Cerqueira Doce un poème en dix chants dont on perdit la trace.
L'un de ses plus importants biographes, l'historien portugais Joaquim Barradas de Carvalho, qui vécut exilé au Brésil dans les années 1960, le donne comme un génie, qui avec une anticipation de plus de deux siècles, calcule la valeur du degré d'arc de méridien avec une marge d'erreur d'à peine 4 %.

## L'œuvre

### Esmeraldo de Situ Orbis

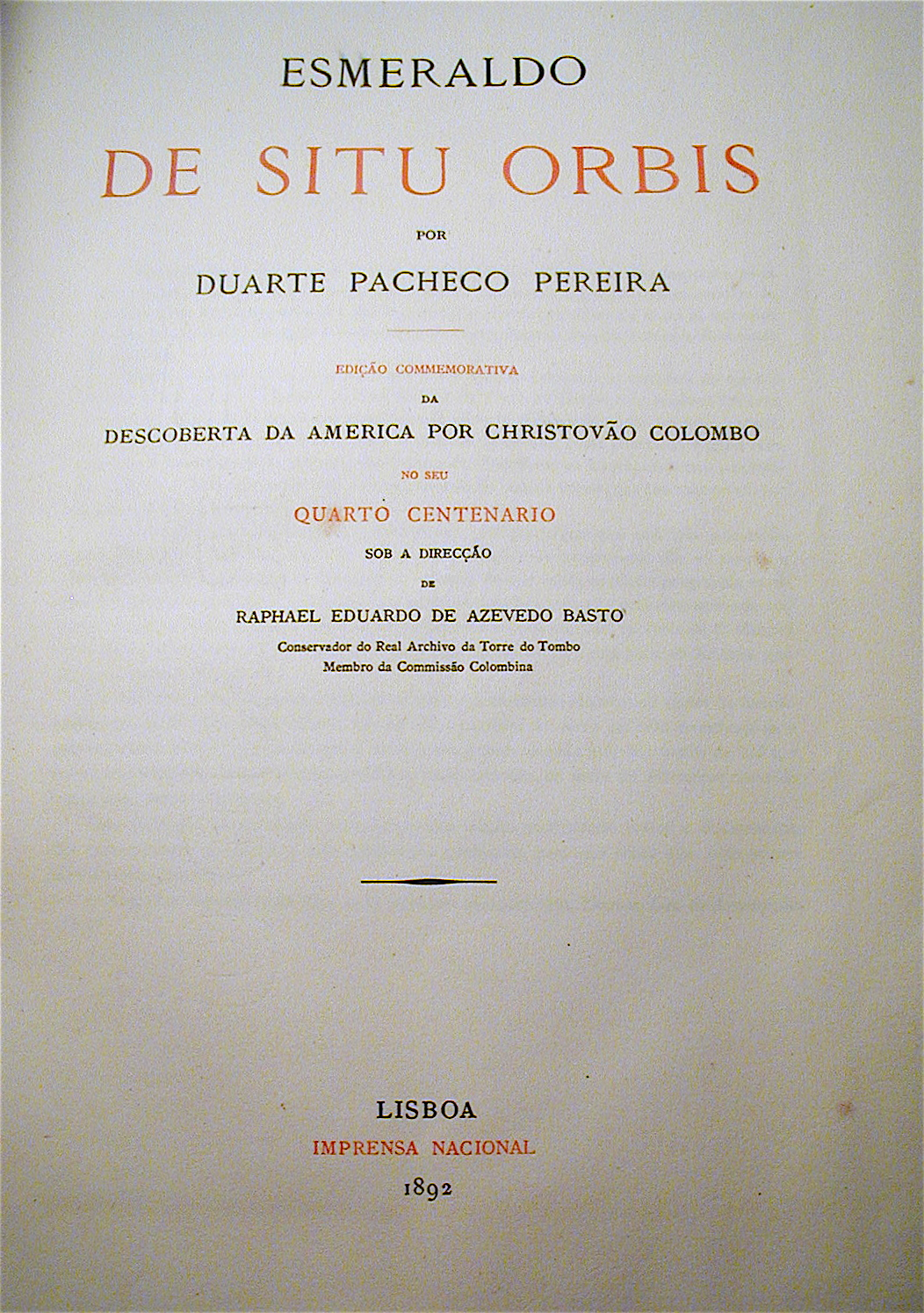
1re édition du Esmeraldo de Situ orbis, Lisbonne, 1892

Le Esmeraldo de Situ Orbis est un routier et une description géographique, anthropologique, cosmographique et historique du monde connu.
« Le langage et le style (en) sont les plus corrects que l'on connaissait en ce début du XVIe siècle ; Les grandes questions cosmographiques des temps anciens ; la narration simple du navigateur, en dépit de l'érudition sacrée et profane ; et les rapports véritables, et souvent nouveaux, de nos premières navigations apparaissent ici avec un maximum de clarté, et peuvent servir de leçon pour éclaircir des faits encore aujourd'hui douteux (1891), ou détruire des conjectures erronées » écrivait Raphael Basto en introduction de la première publication de cet ouvrage, à Lisbonne en 1892.
Résultat de lectures des œuvres géographiques ou cosmographiques, très en vogue en son temps, classiques (Ptolémée, Strabon, Pline, Pomponius Mela — d'où il tire une partie de son titre (De Situ Orbis)—), et modernes (Alfraganus, Sacrobosco, Vincent de Beauvais), ce livre est tonifié, rehaussé, par une méditation personnelle, et par une connaissance directe, qui à chaque  pas permet à Pacheco de critiquer ou rejeter des affirmations d'anciens auteurs :  « Chez … Duarte Pacheco — écrit Joaquim Bensaúde, dans L'astronomie nautique au Portugal à l'époque des grandes découvertes, p. 79 (écrit en français) — c'est l'étude de la nature, l'observation des phénomènes, c'est l'expérience la source mère qui enseigne la vérité. On raisonne, on mesure et on juge…, toute une cargaison de traditions inutiles est jetée par-dessus bord ».
À l'expérience comme base fondamentale du savoir, Pacheco lui-même dédie son ouvrage, l'appelant à maintes reprises « madre das cousas » (mère des choses).

### «Une si grande terre ferme»
En voici un extrait : « Et au-delà de ce qui est dit, l'expérience, qui est mère des choses, nous détrompe et nous enlève les doutes ; et alors, Prince Bien-aventuré, nous avons su et vu comme à la troisième année de votre règne, de l'an de Notre Seigneur de mille quatre cent quatre vingt dix-huit, où Votre Altesse manda découvrir la partie occidentale, allant au-delà de la grandeur de la mer Océane, où se trouve et se navigue, une si grande terre ferme, avec beaucoup et de grandes îles adjacentes, qui s'étend à soixante dix degrés de latitude de la ligne équinoxiale contre le pôle arctique, et même si elle est assez à l'écart, elle est très peuplée, et du même cercle équinoxial, elle tourne encore une fois et va au-delà sur vingt huit degrés et demi de latitude contre le pôle antarctique, et sa grandeur se dilate tant, et court avec tant de longueur, que ni d'un côté ni de l'autre, l'extrémité ne fut ni vue ni connue ; par quoi, selon cet ordre, il est certain qu'elle va en circuit sur toute la rotondité ; ainsi que nous avons su que des plages et côtes de la mer de ces royaumes du Portugal et du promontoire du Finisterre et de n'importe quel autre point de l'Europe et de l'Afrique et de l'Asie, traversant tout l'océan directement en occident ou à l'ouest selon le terme de la marine, sur trente six degrés de longitude, qui sont six cent quarante huit lieues de chemin, comptant dix huit lieues par degré (« 648 lieues de 18 au degré » – voir plus bas), et à des endroits quelque peu plus loin, se trouve cette terre..... ; et allant par cette côte susdite sur le même cercle équinoxial, devant, par vingt huit degrés de latitude contre le pôle antarctique, on trouve beaucoup de fin brésil avec beaucoup d'autres choses dont les navires de ces royaumes viennent lourdement chargés… » (Esmeraldo, liv 1er, chap. 2).
C'est ce même extrait qui, comme on l'a vu ci-dessus, a été interprété comme une découverte du Brésil par Pacheco, deux ans avant sa découverte officielle par Cabral. Cependant d'autres historiens, ne comprenant pas pourquoi on cacherait la découverte d'une terre qui de toutes façons était du côté portugais du partage du monde (sous l'égide du pape) du traité de Tordesillas, (7 juin 1494), considèrent comme Duarte Leite, qu'il ne s'agit pas du Brésil, mais bien d'une terre qui serait au-delà de ce méridien.
Leite pense à la Floride, qui apparaît sur le planisphère portugais de Cantino (1502) avant sa découverte officielle espagnole de 1513, ou au Groenland, qui apparaît sur ce même planisphère.
Carlos Coimbra pense quant à lui à Terre-Neuve, disant que cette île est « l'unique point du continent américain qui se trouve, pour l'Europe et pour l'Afrique, dans les conditions décrites par Pacheco », étant « éloignée du cap Finisterre très approximativement 648 lieues de 18 au degré ». Carlos Coimbra, divergeant des autres historiens en ce qu'il n'attribue pas cette découverte à Pacheco, le texte ne le précisant pas explicitement, selon lui.

### Le titre de l'œuvre
Un autre point de controverse entre les historiens est le sens du titre de l'œuvre. Pourquoi Esmeraldo ? Des nombreuses tentatives d'explication, la conclusion qui paraît la plus satisfaisante, semble être celle de Damião Peres, auteur de la troisième édition de cet ouvrage.
Il affirme : « De ce que nous avons dit, il résulte alors, que esmeraldo de Situ orbis (avec la préposition intercalée, ce qui en latin est fréquent), signifie très simplement : à propos de l'émeraude de l'orbe, du vert-de-mer (verde mar, traduction littérale) de l'orbe, c'est-à-dire, à propos de la mer du globe terrestre ».

## Chronologie[1]
- 1460 (?) - Naissance.
- 1480 (?)-1490 (?) - Investi dans l'exploration du littoral ouest-africain.
- 1488 - Malade dans l'Île de São Tomé, Bartolomeu Dias le ramène à Lisbonne.
- 1490 - Entre janvier et octobre il fait partie de la garde personnelle du roi.
- 1494 - Il intègre la délégation portugaise qui négocie et signe le Traité de Tordesillas, le 7 juillet de cette année-là.
- 1495-1499 - Mission dans le château de Saint-Georges de Mina.
- 1498 - Voyage dans l'Atlantique Sud.
- 1503 (6 avril) - Il part pour l'Inde dans la flotte d'Afonso de Albuquerque.
- 1504 - Il défend héroïquement Cochin contre une armée venue de Calicut.
- 1505 - Il rentre au Portugal, et on l'acclame dans les rues de la capitale.
- 1505-1508 - Possible rédaction de l'Esmeraldo de Situ Orbis.
- 1509 (18 janvier) - Vainqueur du corsaire Mondragon au large du Cap Finisterre.
- 1510 - Entre septembre et novembre il sert sur la « Flotte du Détroit » dont le rayon d'action s'étendait de la côte de l'Algarve, par le golfe de Cadix, le Détroit de Gibraltar et la côte du Maghreb.
- 1513(?) - Se marie avec Dona Antónia, petite-fille de Duarte Galvão, secrétaire du roi D. Jean II.
- 1519-1522 - Gouverneur de la factorie et de la forteresse de Saint-Georges de Mina.
- 1522 - Soupçonné de trafic d'or, il est ramené enchaîné à Lisbonne et incarcéré.
- 1529 - Il reçoit 300 cruzados de la part de la Couronne.
- 1533 - Il meurt, probablement à Lisbonne.

## Source
- En partie traduction de l'article sur Duarte Pacheco en portugais.
- Esmeraldo De Situ Orbis, de Duarte Pacheco Pereira, 1a edição, sob a direção de Raphael Eduardo de Azevedo Basto, Lisboa, Imprensa Nacioal, 1892.
- Esmeraldo De Situ Orbis, de Duarte Pacheco Pereira, 3a edição, introdução e Anotações Históricas de Damião Peres, Lisboa, 1988.